# سرینا ویلیامز
سرینا جیمکا ویلیامز (به انگلیسی: Serena Jameka Williams) (زاده ۲۶ سپتامبر ۱۹۸۱) یک تنیسور زن آمریکایی نفر اول رده‌بندی تنیسوران حال حاضر دنیا (آوریل ۲۰۱۵) در رنکینگ فدراسیون جهانی تنیس است و قهرمان بیست و سه گرنداسلم و مدال طلا در بخش انفرادی المپیک دو مدال طلا المپیک در بخش دونفره است.
او آخرین تنیسوری از میان مردان و زنان است که هر چهار عنوان گرنداسلم را کسب کرده است. در سال ۲۰۰۵، مجلهٔ تنیس، او را در ردهٔ هفدهم بهترین تنیسورهای چهل سال گذشته قرار داد. سرینا، خواهر کوچک‌تر یک تنیسور سابقاً رتبهٔ یک دیگری، ونوس ویلیامز، است. سرینا در حال حاضر در بلن آیلز در پالم پیچ گاردنز واقع در فلوریدا اقامت دارد. سرینا ویلیامز عضلات بسیار قوی دارد وسرویس‌های بسیاروحشناکی هم می‌زند سرینا جزء محبوبترین و مطرح‌ترین تنیسوران دنیا است چه بین تنیسوران مرد چه زن در واقع سرینا ویلیامز در کنار ماریا شاراپووا پرطرفدارترین تنیسوران زن دنیا هستند. سرینا ویلیامز درعرصه مدلینگ هم فعالیت دارد.

## زندگی خصوصی

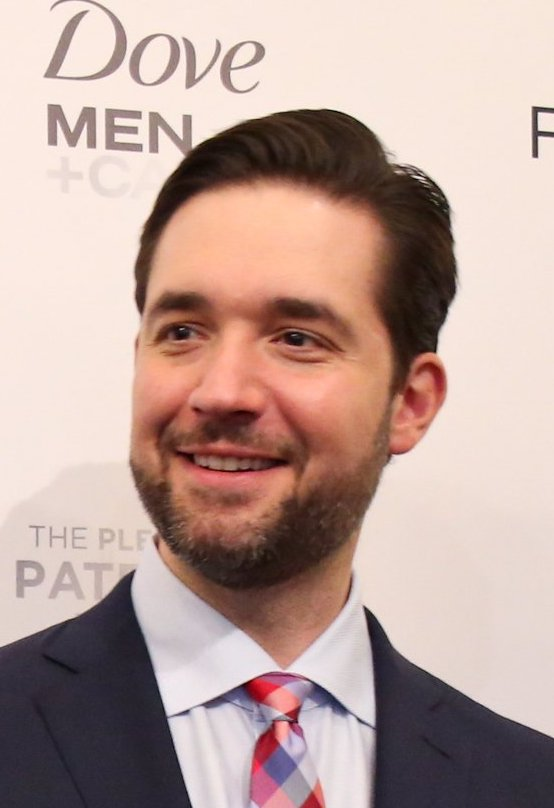
آلکسیس اوهانیان همسر سرینا جیمکا ویلیامز

سرنا ویلیامز در سال ۲۰۱۶ با آلکسیس اوهانیان که یک کارآفرین ارمنی‌تبار و بنیان‌گذاران شبکه اجتماعی «ردیت» است ازدواج کرد
سرنا ویلیامز در تاریخ ۲۶ سپتامبر ۱۹۸۱، در شهر سگینا، میشیگان به دنیا آمد. او دختر جوان‌تر از پنج دختر اوراسین پرایس و ریچارد ویلیامز است: نیمه‌خواهران یتونده، لیندریا، و ایشا پرایس، و همچنین خواهر کامل بزرگتر ونوس. وی همچنین حداقل هفت نیمه‌برادر و خواهر از سوی پدری داشت. در دوران کودکی، خانواده به کامپتون، کالیفرنیا نقل مکان کردند و سرنا در سن چهار سالگی بازی تنیس را شروع کرد. پدر وی تحصیلات او و خواهرش ونوس را در خانه انجام داد و در حینی که او و سپس مادرش به عنوان مربیان رسمی آن‌ها عمل می‌کردند، مربیان دیگری نیز از جمله ریچارد ویلیامز، (یک مرد کامپتونی که هم نام با پدر او بود و سپس انجمن آموزش تنیس ونوس و سرنا ویلیامز را تأسیس کرد) ر زمینه آموزش ورزش تنیس به آن‌ها کمک کردند.

## Singles: 28 (22–6)
| Outcome   | سال  | قهرمانی           | Surface | Opponents در فینال | Score در فینال     |
| --------- | ---- | ----------------- | ------- | ------------------ | ------------------ |
| برنده     | ۱۹۹۹ | آزاد آمریکا       | Hard    | مارتینا هینگیس     | 6–3, 7–6(7–4)      |
| Runner-up | ۲۰۰۱ | آزاد آمریکا       | Hard    | ونوس ویلیامز       | ۲–۶، ۴–۶           |
| برنده     | ۲۰۰۲ | آزاد فرانسه       | Clay    | ونوس ویلیامز       | ۷–۵، ۶–۳           |
| برنده     | ۲۰۰۲ | ویمبلدون          | Grass   | ونوس ویلیامز       | 7–6(7–4), ۶–۳      |
| برنده     | ۲۰۰۲ | آزاد آمریکا (2)   | Hard    | ونوس ویلیامز       | ۶–۴، ۶–۳           |
| برنده     | ۲۰۰۳ | آزاد استرالیا     | Hard    | ونوس ویلیامز       | 7–6(7–4), ۳–۶، ۶–۴ |
| برنده     | ۲۰۰۳ | ویمبلدون (2)      | Grass   | ونوس ویلیامز       | ۴–۶، ۶–۴، ۶–۲      |
| Runner-up | ۲۰۰۴ | ویمبلدون          | Grass   | ماریا شاراپووا     | ۱–۶، ۴–۶           |
| برنده     | ۲۰۰۵ | آزاد استرالیا (2) | Hard    | لیندسی داونپورت    | ۲–۶، ۶–۳، ۶–۰      |
| برنده     | ۲۰۰۷ | آزاد استرالیا (3) | Hard    | ماریا شاراپووا     | ۶–۱، ۶–۲           |
| Runner-up | ۲۰۰۸ | ویمبلدون (2)      | Grass   | ونوس ویلیامز       | ۵–۷، ۴–۶           |
| برنده     | ۲۰۰۸ | آزاد آمریکا (3)   | Hard    | یلنا یانکوویچ      | ۶–۴، ۷–۵           |
| برنده     | ۲۰۰۹ | آزاد استرالیا (4) | Hard    | دینارا سافینا      | ۶–۰، ۶–۳           |
| برنده     | ۲۰۰۹ | ویمبلدون (3)      | Grass   | ونوس ویلیامز       | 7–6(7–3), ۶–۲      |
| برنده     | ۲۰۱۰ | آزاد استرالیا (5) | Hard    | ژوستین انه         | ۶–۴، ۳–۶، ۶–۲      |
| برنده     | ۲۰۱۰ | ویمبلدون (4)      | Grass   | ویرا زوناروا       | ۶–۳، ۶–۲           |
| Runner-up | ۲۰۱۱ | آزاد آمریکا (2)   | Hard    | سامانتا استوزر     | ۲–۶، ۳–۶           |
| برنده     | ۲۰۱۲ | ویمبلدون (5)      | Grass   | اگنیشکا ردونسکا    | ۶–۱، ۵–۷، ۶–۲      |
| برنده     | ۲۰۱۲ | آزاد آمریکا (4)   | Hard    | ویکتوریا آزارنکا   | ۶–۲، ۲–۶، ۷–۵      |
| برنده     | ۲۰۱۳ | آزاد فرانسه (2)   | Clay    | ماریا شاراپووا     | ۶–۴، ۶–۴           |
| برنده     | ۲۰۱۳ | آزاد آمریکا (5)   | Hard    | ویکتوریا آزارنکا   | 7–5, 6–7(6–8), ۶–۱ |
| برنده     | ۲۰۱۴ | آزاد آمریکا (6)   | Hard    | کارولین وزنیاکی    | ۶–۳، ۶–۳           |
| برنده     | ۲۰۱۵ | آزاد استرالیا (6) | Hard    | ماریا شاراپووا     | 6–3, 7–6(7–5)      |
| برنده     | ۲۰۱۵ | آزاد فرانسه (3)   | Clay    | لوسی سافارووا      | 6–3, 6–7(2–7), ۶–۲ |
| برنده     | ۲۰۱۵ | ویمبلدون (6)      | Grass   | گاربینیه موگوروسا  | ۶–۴، ۶–۴           |
| Runner-up | ۲۰۱۶ | آزاد استرالیا     | Hard    | آنجلیک کربر        | ۴–۶، ۶–۳، ۴–۶      |
| Runner-up | ۲۰۱۶ | آزاد فرانسه       | Clay    | گاربینیه موگوروسا  | ۵–۷، ۴–۶           |
| برنده     | ۲۰۱۶ | ویمبلدون (7)      | Grass   | آنجلیک کربر        | ۷–۵، ۶–۳           |